# Turistická značená trasa 5635
 Turistická značená trasa č. 5635 měří 9,8 km; spojuje obec Sklabinský Podzámok a vrch Jarabiná v pohoří Velká Fatra na Slovensku.

## Průběh trasy
Z obce Sklabinský Podzámok mírně stoupá Kantroskou dolinou proti proudu Kantorského potoka k rozcestí Za Kečkou, odtud pěšinou prudce stoupák vrchu Jarabiná.
| Km  | Místo                       | Navazující a křižující trasy | Souřadnice                     | Nadm. výška  |
| --- | --------------------------- | ---------------------------- | ------------------------------ | ------------ |
| 0   | Sklabinský Podzámok         | 8636, 0871                   | 49°3′12″ s. š., 19°1′24″ v. d. | 507 m n. m.  |
| 2,6 | Kapna                       | 8636                         | 49°2′50″ s. š., 19°3′19″ v. d. | 596 m n. m.  |
| 6,8 | Kantorská dolina - památník |                              | 49°1′24″ s. š., 19°5′36″ v. d. | 780 m n. m.  |
| 8,5 | Sedlo Za Kečkou             | 2732                         | 49°0′36″ s. š., 19°5′44″ v. d. | 992 m n. m.  |
| 9,8 | Jarabiná                    | 2732, 0870                   | 49°0′33″ s. š., 19°6′42″ v. d. | 1314 m n. m. |

## Galerie

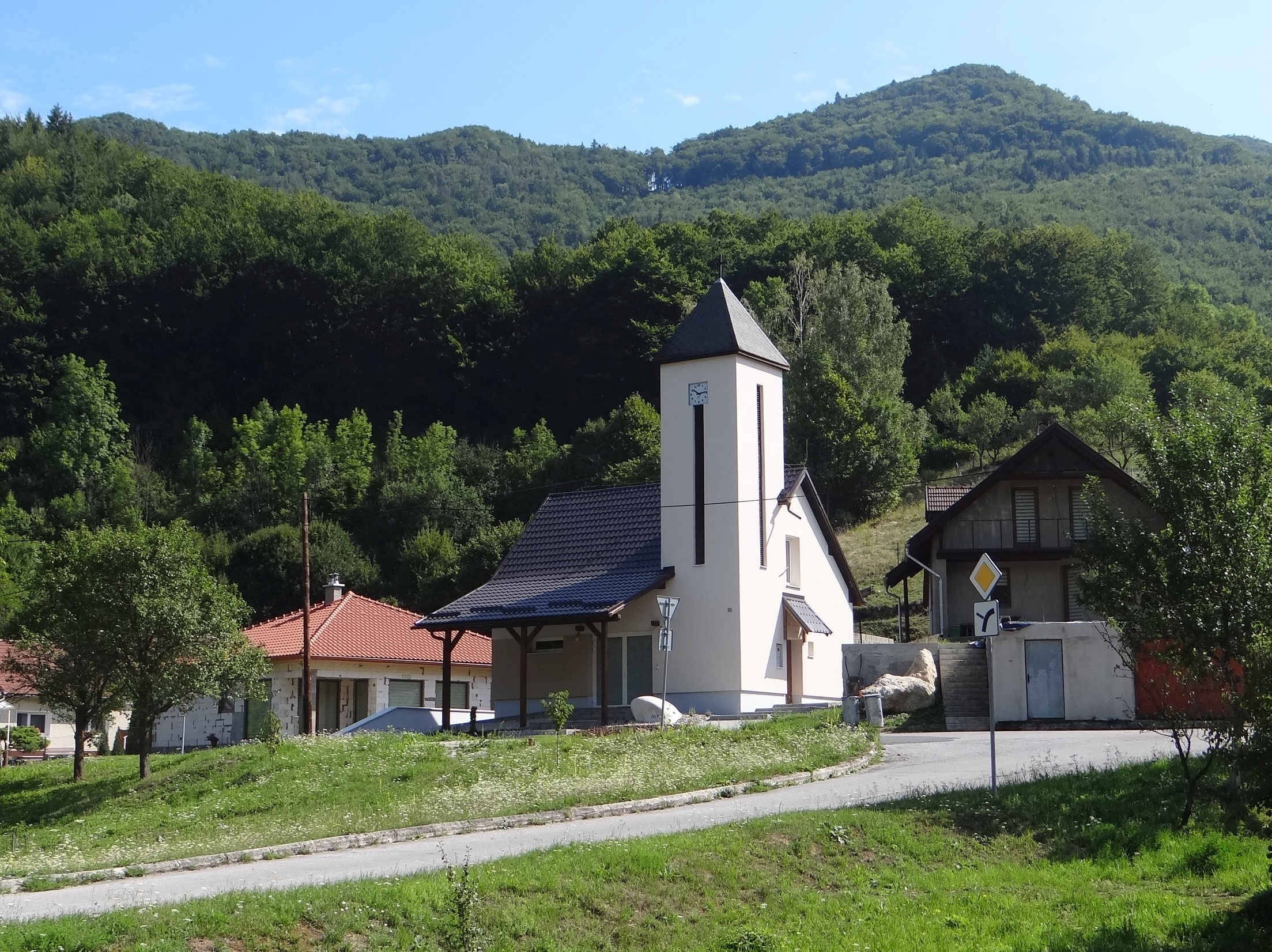
Sklabinský Podzámok
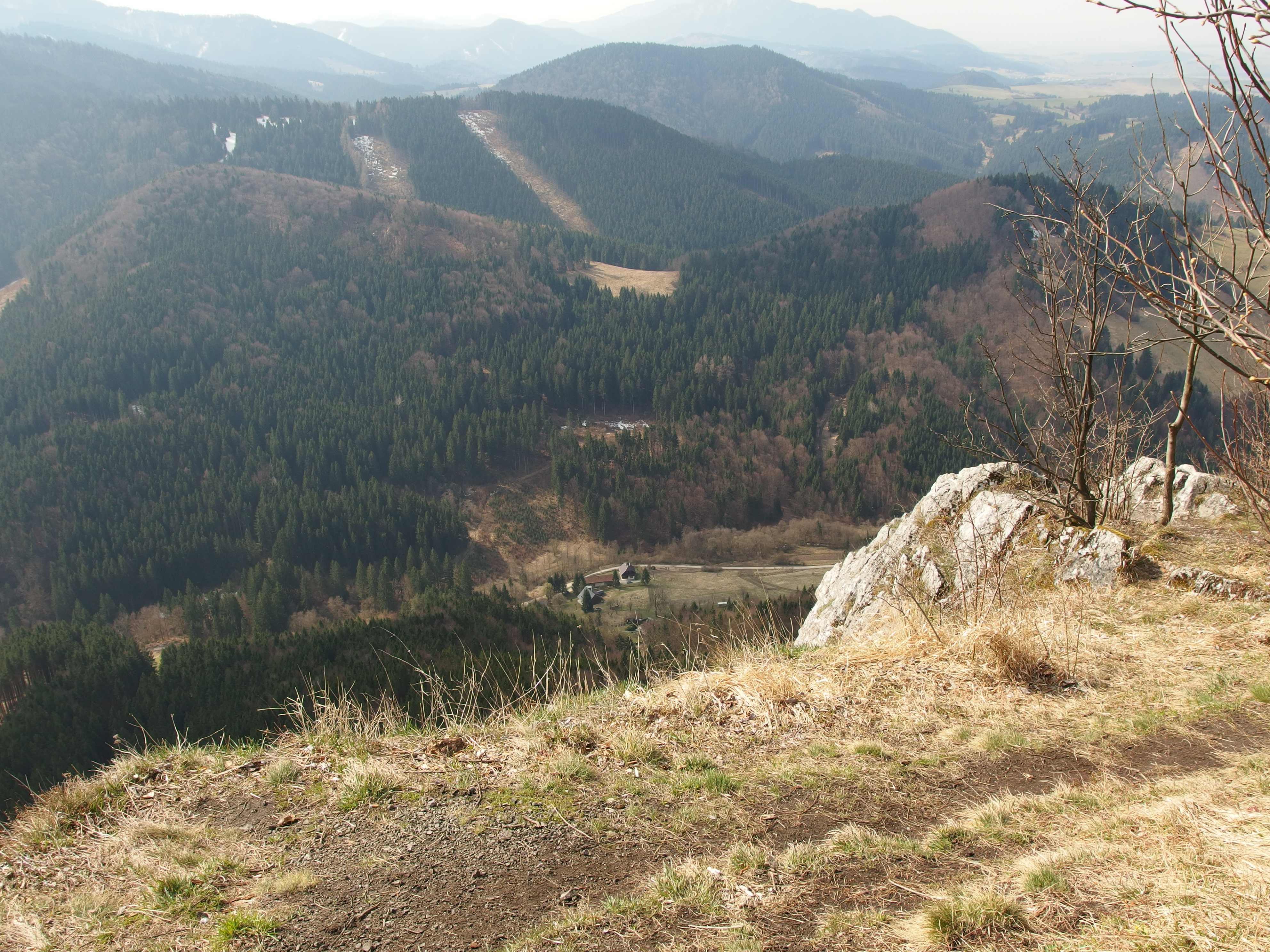
Kantorská dolina
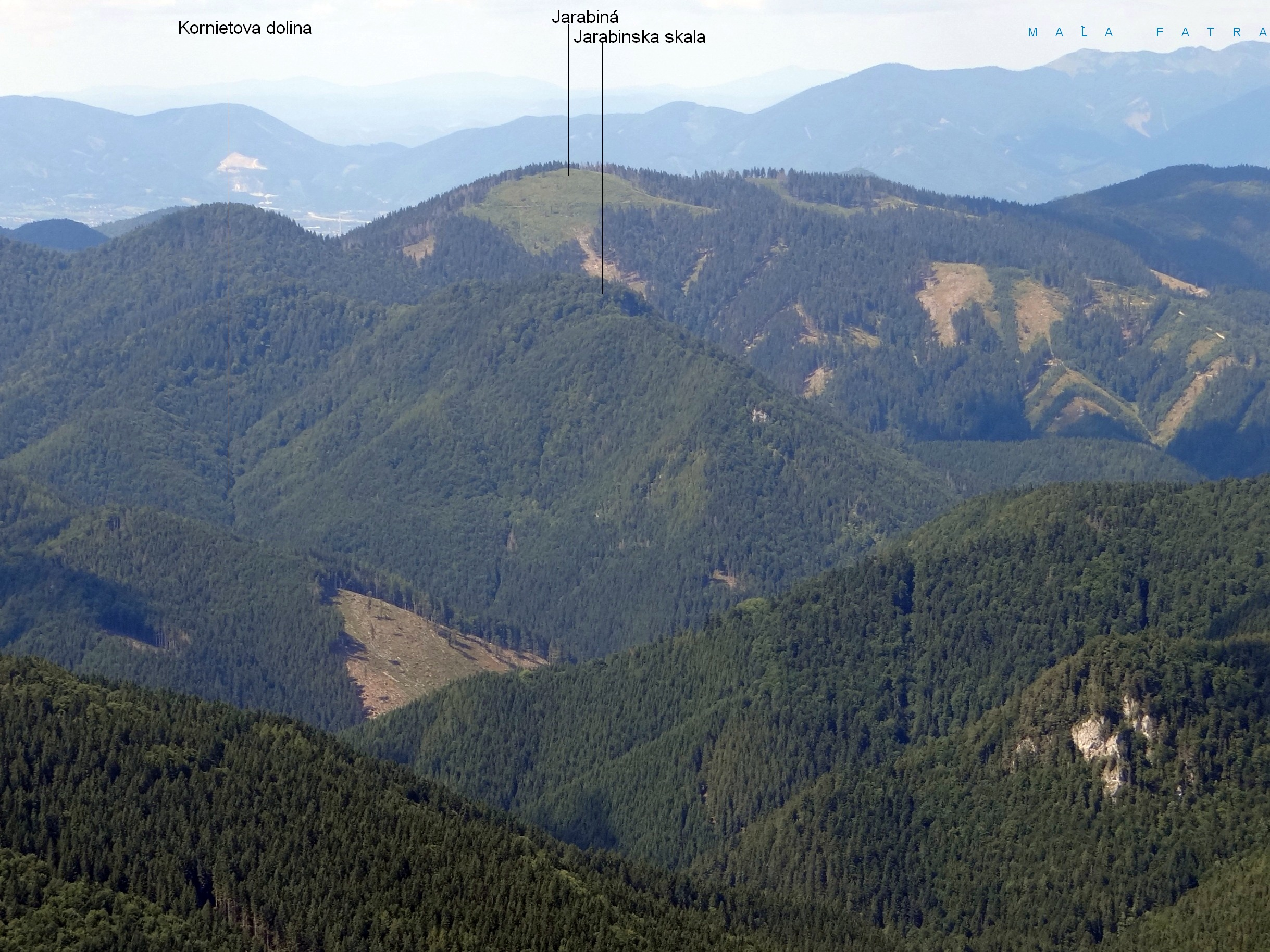
Jarabiná